# Spoorlijn Magdeburg - Thale
De treindiensten Magdeburg - Thale gaan over de volgende trajecten;
1. Maagdenburg - Halberstadt
2. Halberstadt - Wegeleben (onderdeel van het traject Halle - Vienenburg)
3. Wegeleben - Thale